# Levers
Levers è un videogioco a piattaforme per arcade sviluppato e pubblicato da Rock-Ola nel 1983.

## Modalità di gioco
Il giocatore controlla un uomo che salta su delle altalene (le leve del titolo) mentre delle biglie giganti vengono lasciate cadere sul campo di gioco dall'alto. L'obiettivo principale è raccogliere tutti i fiori sullo schermo per terminare il livello e passare a quello successivo. Le biglie, se l'uomo le tocca, lo fanno cadere di un piano e se è in fondo o non riesce a uscire da sotto la biglia cadente, cadrà e perderà una vita. La vita può venire persa anche toccando le palline chiodate che entrano nel campo di gioco.
Il punteggio è limitato alla raccolta dei fiori, anche se aumenta di 20 o 100 per ogni fase successiva. I fiori normali valgono 20, ma un fiore particolare alla volta lampeggerà in rosso e vale 100. Inoltre, i livelli successivi presenteranno dei "boccioli" di fiori che occasionalmente sbocceranno in un fiore normale, che deve essere raccolto prima che ritorni. Un insetto volante potrebbe provare a trasformare un fiore rosso lampeggiante in uno normale, e non può fare del male all'uomo. Il gioco finisce una volte che tutte le vite vengono esaurite.